# Мюррей, Шон (политик)
Шон Мюррей (англ. Sean Murray; 15 июня, 1898 года, Кушендалл, Антрим, Северная Ирландия — 26 мая, 1961 года, Белфаст, там же) — британский и ирландский коммунист.

## Биография
Шон Мюррей родился 15 июня 1898 года в Кушендалле, Антрим, в семье мелкого фермера. Его дед был членом Общества объединённых ирландцев и участвовал в восстании 1798 года. По профессии был строителем. С 1917 года принимал участие в национально-освободительном движении. В 1919 году вступил в Ирландскую республиканскую армию, во время войны за независимость командовал батальоном в родном графстве. Был арестован правительственными войсками, содержался в лагере Курраг. После подписания в 1921 году Англо-ирландского договора поддержал его противников.
В 1924 году Мюррей переехал в Лондон, где вступил в Коммунистическую партию Великобритании. С 1928 по 1931 год вместе с Падрайком Бреслином и Джеймсом Ларкином-младшим посещал Международную ленинскую школу. В 1930 году с другими коммунистами, такими как Джеймс Гролтон, Боб Стюарт и Том Белл, образовал Подготовительный комитет по созданию Рабочей революционной партии, который был преобразован в Революционные рабочие группы.
В 1933 году он был одним из соучредителей Коммунистической партии Ирландии и был её генеральным секретарём с 1933 по 1940 год. Также был редактором печатного органа РРГ и КПИ The Irish Workers’ Voice. В 1935 году принимал участие в Седьмом конгрессе Коминтерна. В 1941 году после раскола стал генеральным секретарём Коммунистической партии Северной Ирландии, оставаясь на этом посту до 1960 года, после чего стал её председателем, оставаясь в этой должности до самой смерти. В 1960 году представлял КПСИ и Ирландскую рабочую лигу на Международной встрече коммунистических и рабочих партий.

## Сочинения
- «Ирландская революция: 1916 и после» (1936)[7]
- «Ирландский случай коммунизма» (1934)[8]